# Schorlenberg
Der Schorlenberg ist ein 402 Meter hoher Berg im Pfälzerwald.

## Geographie

### Lage
Der langgezogene Berg liegt im Süden und Südosten der Gemarkung der Ortsgemeinde Enkenbach-Alsenborn; westlich erstreckt sich der Ortsteil Alsenborn; nördlich erstreckt sich der Stempelkopf. Der Schorlenberg weist Gesteinsbrocken auf, deren Größe variieren; darauf bezieht sich das „Schorl“ – vergleiche  Scholle – im Namen des Bergs.

### Naturräumliche Zuordnung
1. Großregion 1. Ordnung: Schichtstufenland beiderseits des Oberrheingrabens
2. Großregion 2. Ordnung: Pfälzisch-Saarländisches Schichtstufenland
3. Großregion 3. Ordnung: Pfälzerwald
4. Region 4. Ordnung (Haupteinheit): Unterer Pfälzerwald
5. Region 5. Ordnung: Stumpfwald

## Natur
Mit dem Gänsebrünnchen, dem Schorlenbergbrunnen (1) und dem Schorlenbergbrunnen (2) existieren am Berg insgesamt drei Naturdenkmale.

## Geschichte
Während des Ersten Koalitionskrieges fand am Berg ein Gefecht statt, an dem unter anderem der preußische Generalmajor Karl von Streit teilnahm. Zudem befinden sich in seinem Einzugsgebiet mehrere Rittersteine.

## Tourismus
Über den Berg verlaufen der mit einem weißen Kreuz markierte Fernwanderweg Nahegau-Wasgau-Vogesen sowie einer, der mit einem grün-blauen Balken markiert ist und von Göllheim bis nach Eppenbrunn führt und einer mit der Markierung „weiß-blauer Balken“.

## Verkehr
Früher verlief über den Berg eine Hochstraße. Über seinen Südhang verläuft die Bundesautobahn 6; in Fahrtrichtung Westen befindet sich in diesem Bereich der Parkplatz Drehertal.